# Religiosidade
| 90%-100% 80%-89% 70%-79% 60%-69% | 50%-59% 40%-49% 30%-39% 20%-29% | 10%-19% 0%-9% No data |

Resultados de uma pesquisa Gallup de 2008/2009 sobre se os entrevistados consideravam que a religião era "importante na sua vida diária".

Religiosidade, em seu sentido mais amplo, é um termo abrangente usado para se referir aos numerosos aspectos da atividade, dedicação e crença religiosas. No sentido mais restrito, a religiosidade trata mais de quanto uma pessoa é religiosa e menos de como uma pessoa é religiosa (praticando certos rituais, recontando histórias, reverenciando símbolos ou aceitando uma doutrina sobre deidades e vida após a morte).

## Diversidade nas crenças, afiliações e comportamentos dos indivíduos
Décadas de pesquisas antropológicas, sociológicas e psicológicas estabeleceram que a "congruência religiosa" (a suposição de que as crenças e valores religiosos são fortemente integrados na mente de um indivíduo ou que práticas e comportamentos religiosos decorrem diretamente de crenças religiosas) é realmente rara. As ideias religiosas das pessoas estão fragmentadas, vagamente conectadas e dependem do contexto; como em todos os outros domínios da cultura e da vida. As crenças, afiliações e comportamentos de qualquer indivíduo são atividades complexas que têm muitas fontes, incluindo a cultura. Como exemplos de incongruência religiosa, ele observa: "Os judeus observantes podem não acreditar no que dizem nas suas orações do sábado, os ministros cristãos podem não acreditar em Deus, e as pessoas que dançam regularmente pela chuva não o fazem na estação seca".

### Dados demográficos
Os estudos demográficos muitas vezes mostram uma grande diversidade de crenças religiosas, pertencimentos e práticas em ambas as populações religiosas e não religiosas. Por exemplo, dos americanos que não são religiosos e não procuram a religião: 68% acreditam em Deus, 12% são ateus, 17% são agnósticos; também, em termos de autoidentificação da religiosidade, 18% consideram-se religiosos, 37% se consideram espirituais, mas não religiosos, e 42% consideram-se não espirituais nem religiosos; e 21% oram todos os dias e 24% oram uma vez por mês. Estudos globais sobre religião também mostram diversidade.

### Componentes da religiosidade
Numerosos estudos têm explorado os diferentes componentes da religiosidade humana (Brink, 1993, Hill & Hood, 1999). O que a maioria descobriu é que existem múltiplas dimensões (muitas vezes empregam análise fatorial). Por exemplo, Cornwall, Albrecht, Cunningham e Pitcher (1986) identificam seis dimensões da religiosidade baseadas no entendimento de que há pelo menos três componentes do comportamento religioso: a saber (cognição na mente), sentimento (efeito no espírito) e ação (comportamento do corpo). Para cada um desses componentes da religiosidade, houve duas classificações cruzadas, resultando nas seis dimensões:
- Cognição
  - Ortodoxia tradicional
  - Ortodoxia particularista
- Efeito
  - Palpável
  - Tangível
- Comportamento
  - Comportamento religioso
  - Comportamento participativo

### Correlação entre religiosidade e outras características individuais
- Inteligência – Uma metanálise encontrou uma correlação de -24 entre o quociente de inteligência (QI) e a religiosidade para as sociedades ocidentais. A correlação foi sugerida como resultado de estilos de pensamento não conformistas, mais cognitivos e menos intuitivos entre os menos religiosos e menos de uma necessidade de religião como um mecanismo de enfrentamento. O estudo observou limitações nos resultados, tais como não considerar o papel do tipo de religião e cultura na avaliação da relação.[10]
- Hipótese do mundo justo – Estudos têm encontrado que a crença em um mundo justo está correlacionada com aspectos da religiosidade.[11][12]
- Aversão ao risco – Vários estudos descobriram uma correlação positiva entre o grau de religiosidade e aversão ao risco.[13][14]

## No Brasil
Em seu livro Raízes do Brasil, Sergio Buarque de Holanda explica que a religiosidade brasileira é "de superfície, menos atenta ao sentido íntimo das cerimônias do que ao colorido e à pompa exterior, quase carnal em seu apego ao concreto e em sua rancorosa incompreensão de toda verdadeira espiritualidade". Diz que os cultos apelam só ao sentimento e aos sentidos, e não à razão ou à vontade.  Holanda cita Daniel Parish Kidder, missionário americano que esteve no Brasil no começo do século XIX, que escreve em tom irônico:
Em meio do ruído e da mixórdia, da jovialidade e da ostentação que caracterizam todas essas celebrações gloriosas, pomposas, esplendorosas, quem deseje encontrar, já não digo estímulo, mas ao menos lugar para um culto mais espiritual, precisará ser singularmente fervoroso.— Daniel Parish Kidder
Para Holanda, a pouca devoção dos brasileiros (ao menos na fé cristã) deve-se às caracterísicas do homem cordial: averso ao ritualismo, irreverente, excessivamente cordial. "No Brasil, [...], foi justamente o nosso culto sem obrigações e sem rigor, intimista e familiar,[...] que dispensava no fiel todo esforço, toda diligência, toda tirania sobre si mesmo, o que corrompeu, pela base, o nosso sentimento religioso".